# Pretty on the Inside
Pretty on the Inside é o primeiro álbum de estúdio  da banda estadunidense de rock alternativo Hole, lançado a 1 de julho de 1991. Produzido por Kim Gordon, do Sonic Youth, e por Don Fleming, vocalista do Gumball, Pretty on the Inside tem uma orientação mais punk que os trabalhos posteriores do grupo teriam, com letras agressivas, vocal gritado e riffs de guitarra distorcidos.
Pretty on the Inside recebeu mais atenção da imprensa musical do Reino Unido do que dos Estados Unidos, com críticas na maioria positivas. "Teenage Whore", o único single do álbum, entrou em 1º lugar na parada indie do Reino Unido. O álbum vendeu mais de 600 mil cópias pelo mundo.

## Faixas
| N.º            | Título                   | Duração |  |
| 1.             | "Teenage Whore"          | 2:57    |  |
| 2.             | "Babydoll"               | 4:59    |  |
| 3.             | "Garbadge Man"           | 3:19    |  |
| 4.             | "Sassy"                  | 1:43    |  |
| 5.             | "Good Sister/Bad Sister" | 5:47    |  |
| 6.             | "Mrs. Jones"             | 5:25    |  |
| 7.             | "Berry"                  | 2:46    |  |
| 8.             | "Loaded"                 | 4:19    |  |
| 9.             | "Starbelly"              | 1:46    |  |
| 10.            | "Pretty on the Inside"   | 1:27    |  |
| 11.            | "Clouds[2]"              | 3:58    |  |
| Duração total: | Duração total:           | 38:26   |  |